# Hideg veríték
A Hideg veríték (alternatív cím: Hidegvérrel, eredeti cím: De la part des copains)  1970-ben bemutatott francia–olasz–belga koprodukcióban készült thriller Terence Young rendezésében. A főszerepeket Charles Bronson, Liv Ullmann és James Mason alakítja. A film Richard Matheson Ride the Nightmare (1959) című regényén alapszik.

## Cselekménye
|  | Alább a cselekmény részletei következnek! |

Dél-Franciaország.
Joe Martin (Charles Bronson) abból él, hogy turistákat visz sétahajózásra. Amikor hazamegy feleségéhez, Fabienne-hez (Liv Ullmann), ő tájékoztatja, hogy valaki többször telefonált, de sohasem szólt bele a kagylóba. Amikor legközelebb csörög a készülék, Joe veszi fel, és Fabienne-t azonnal felküldi az emeleti szobájába, oda azonban valaki egy követ dob be a zárt ablakon keresztül. Fabienne bezárkózik, Joe pedig lemegy, de nemsokára valaki leüti.
Joe egyik régi ismerőse, Vermont (Michel Constantin) egy pisztollyal tartja őket sakkban a konyhában. Hét év börtön van mögötte. Biztatja Joe-t, hogy mondja el feleségének, honnan ismerik egymást. Kiderül, hogy katonatársak voltak. Vermont azt akarja, hogy Joe éjszaka vigye el őt valahová a hajójával. Joe egy alkalmas pillanatban kirúgja a kezéből a pisztolyt, és megöli a férfit. Nemsokára mulatozó szomszédok jönnek hozzájuk és jeget kérnek, ezeket hamar lerázzák. Vermont holttestét elviszik kocsival és Joe ledobja egy szakadékba.
Joe elmondja a feleségének, hogy Ross nevű parancsnoka saját szakállára kezdett üzletelni, amikor a koreai háború csatái után a csapatukat áthelyezték Németországba. Joe ezekben a maffia-szerű műveletekben nem vett részt, és amikor egyszer részegen leütött egy tisztet, hét év börtönt kapott. Ross és Vermont is ugyanabban a börtönben ült. Ross szólt Joe-nak, hogy szökjenek meg együtt (mivel tudta, hogy Joe milyen jól vezet). A szökést kintről egy Katanga nevű volt idegenlégiós és pszichopoata segítette, aki ruhákat, hamis igazolványokat és kocsit szerzett. Amikor kötélen leereszkedtek egy magas falon és Joe beszállt a kocsiba, egy rendőr biciklizett arra, és a papírjaikat kérte. Katanga leszúrta a rendőrt. Ekkor Joe, aki nem akart gyilkosságba keveredni, elhajtott. A többiek a rendőrgyilkosság miatt húsz évet kaptak (a büntetés a történet jelenideje előtt néhány hónappal járt le). Joe tíz évet kapott volna, ha ott marad.
Miután visszatérnek a házba, ott találják Ross parancsnokot (James Mason), Katangát és egy heves vérmérsékletű olaszt, Faustót. Katangánál géppisztoly van, amellyel előzőleg hidegvérrel lemészárolta Joe kutyáját.
Kiderül, hogy a Joe tulajdonában lévő gyors hajóra valamilyen tiltott holmi szállítása miatt van szükség. A lebonyolítást Katanga fogja intézni, akinek Marseille-ben van egy ismerőse, aki átadja neki az árut, Ross pedig kifizeti az árát, a pénzt egy Genfből repülővel érkező nő fogja hozni. Ross biztatja Joe-t, hogy hívja fel a rendőrséget, ha nem akar részt venni a dologban, Joe fel is tárcsázza a rendőrség számát, de a felesége kéri, hogy ne tegye (valószínűleg több éves börtönt kapott volna).
Egy próbautat tartanak a hajóval másnap reggel. Eközben Joe feleségét túszként fogva tartják, hogy minden úgy történjen, ahogy megbeszélték.
Joe a próbaúton leüti Katangát és egy injekciót nyom a karjába, majd visszafordul. A repülőtérre megy, az olaszt a poggyászmegőrzőhöz csalja, majd a liftben leüti és a liftnél rövidzárlatot okoz. A repülővel érkező nőnek (Moira – Jill Ireland) úgy mutatkozik be, mintha neki kellene kísérnie. A nő hippi-felfogású, egy gitár van nála és az autóban „füvet” kezd szívni. Joe egy elhagyatott kunyhóba viszi és bezárja a pénzzel együtt egy kamrába.
Joe visszamegy a házába és cserét ajánl Rossnak: elengedi a nőt a pénzzel együtt, és elviszi őket a hajójával, ha ők elengedik a feleségét és a nevelt lányát (akit időközben elcsaltak a nyári táborból). Katanga valószínűleg arra készül, hogy Fabienne-t és lányát megerőszakolja, majd megölje.
Joe egy piros autóban elviszi a feleségét, a lányát és Katangát, miközben Ross és az olasz egy másik kocsiban követik őket. Amikor megállnak, Joe azt javasolja, hogy engedjék el a feleségét és a lányát, akkor megmondja, hol van a nő. Ross belemegy az alkuba, Fabienne a lányával elindul a kocsival, azonban nem érnek messzire, amikor egy nő kiáltozása hallatszik. Ekkor Katanga egy sorozatot lő Fabienne kocsijára, az autó kacsázni kezd, majd megáll. Joe ráveti magát Katangára, aki nem hagyja abba a lövöldözést, ezért véletlenül lelövi az olaszt (aki azonnal meghal) és Rosst hasba lövi. Fabienne és a lány sértetlenül szállnak ki a kocsiból.
A kunyhóba mennek, ahol kiengedik a nőt a kamrából. Ross tisztában van vele, hogy a haslövése miatt őt nem lehet szállítani és a vérveszteség miatt nagyjából egy óra múlva el fog ájulni. Joe azt javasolja, hogy engedje el őt, hogy orvost hozzon, közben Ross Katangával lerakatja a fegyverét és egy pisztollyal sakkban tartja, mivel tudja, hogy Katanga szívesen megölné Fabienne-t és a lányt. Joe-t Moira kíséri az orvoshoz. Joe őrölt száguldozásba kezd a sziklás szerpentinen, hogy időben visszaérjen a kunyhóba. Két motoros rendőr ered a nyomába, de nem érik utol (egyikük kisodródik az útról, ezért a társa is megáll). Joe egy helyen kénytelen lemenni az útról a forgalom miatt, levág egy kanyart a hepehupás, sziklás területen, és ezzel levág egy kanyart.
Eközben Ross egyre gyengül. Fabienne Ross kívánsága szerint többször erős kávéval itatja, és tiszta textilt ad a kezébe (amit alkohollal itat át), hogy a vérző sebre szoríthassa. Ross arca egyre szürkül, és amikor érzi, hogy már nem sokáig tudja magát tartani, elengedi Fabienne-t és a lányt. Amint távoznak, a kunyhóból lövöldözés hallatszik, majd Katanga bukkan fel az ajtóban, géppisztollyal és a táskával a kezében (amiben a pénz van), és utánuk ered. Néhány lövést ad le rájuk, ezért kénytelen megállni, de felgyújtják a száraz füvet és a füstben az országút felé menekülnek.
A kunyhóba később megérkezik Ross barátnője és egy orvos, de nem tudni, hogy Ross túlélte-e a lövést.
Joe-val az országúton találkoznak. Azonban Katanga is odaér. Leteteti Joe-val a pisztolyát, majd felveszi a földről, mert a géppisztolyból kifogyott a lőszer. Katanga nem mondott le az üzlet lebonyolításáról, ezért este mindannyian a hajóra mennek. Joe a jelzőrakétát fellövő pisztollyal lelövi Katangát, aki kigyullad, és a vízbe esik. Az aktatáska is égni kezd, amiben az pénz van, ezért Joe bedobja a tengerbe. A parton Franciaország nemzeti ünnepét, a Függetlenség Napját, július 14-ét ünneplik, ezért a tűzijátékok fellövése miatt nem tűnik fel a hajón történt lövés. A parton a család elvegyül az ünneplő tömegben.
|  | Itt a vége a cselekmény részletezésének! |

## Szereposztás
- Charles Bronson (Szersén Gyula) – Joe Moran / Joe Martin
- Liv Ullmann (Andresz Kati) – Fabienne Martin, Joe felesége
- James Mason (Juhász Jácint) – Ross kapitány
- Jill Ireland (Csere Ágnes) – Moira
- Jean Topart (Kránitz Lajos) – Katanga
- Michel Constantin (Koroknay Géza) – Vermont / Whitey
- Luigi Pistilli (Balázsi Gyula) – Fausto Gelardi, az „olasz”

A fenti szinkronváltozat jelent meg Magyarországon DVD-n, a film címe ebben a magyar változatban Hidegvérrel volt. Készült egy másik magyar szinkron is, 1983-ban, abban Charles Bronson hangját Gruber Hugó adja.

## Forgatási helyszínek
- Cote D'Azur, Franciaország
- Beaulieu-Sur-Mer kikötője, Franciaország
- Studios La Victorine, Nizza, Franciaország

## Fordítás
Ez a szócikk részben vagy egészben  a   Cold Sweat (1970 film) című angol Wikipédia-szócikk fordításán alapul.  Az eredeti cikk szerkesztőit annak laptörténete sorolja fel. Ez a jelzés csupán a megfogalmazás eredetét és a szerzői jogokat jelzi, nem szolgál a cikkben szereplő információk forrásmegjelöléseként.